# Molnár V. József
Molnár V. József (Marcali, 1930. március 17. – Budapest, 2022. február 21.) Magyar Örökség díjas grafikusművész, saját megfogalmazása szerint „néplélektan-kutató”.
Elméletei keresztényellenesek és áltudományosak, megnyilvánulásai a pogányságot terjesztik.

## Életútja
Kispolgári családba született. Édesapja Molnár József, aki egy fakitermelő cégnél volt munkavezető; 1944-ben az oroszok elhurcolták málenkij robotra, ahonnan nem tért vissza. Ezt követően a család az édesanyával és a gyermekekkel a nagyszülőkhöz költözött a Vas megyei Pankaszra. Itt ismerkedett meg a falusi kuruzslókkal és a paraszti életformával.

### 1956-os szerepe
1956 őszén újságíró szakos egyetemi hallgatóként részt vett a budapesti harcokban. Október 22-én este még – nem sejtve a másnapi eseményeket – az ELTE színháztermében megalakították a Március 15-e Kört, és – diák létére, két egyetemi tanár mellé – beválasztották a vezetőségébe. Tudták, hogy a Műegyetemen is összejöttek a diákok, és ők 16 pontban már a követeléseiket is megfogalmazták, így felvették velük a kapcsolatot még aznap éjszaka, és másnapra szolidaritási gyűlést hirdettek a lengyel szabadság támogatására a Bem térre. A Rádió ostromában már nem vett részt, ugyanis az egyetem másnap megjelenő lapjának, az Egyetemi Ifjúságnak meg akarta írni az addigi eseményeket, elkészült írását azonban egy környékbeli razzia hallatára megette. Közben a Március 15-e Kör a műegyetemiekkel egyesülve Egyetemi Forradalmi Diákbizottsággá alakult, amelynek szintén egyik vezetője lett. 
A forradalom leverése után elszegődött az illegálisan működő Magyar Demokratikus Függetlenségi Mozgalom által kiadott Október huszonharmadika című laphoz, ahol író-szerkesztő és terjesztő is volt. Ezért 1957. január 23-án elfogták és később 3 év börtönre ítélték, amelyből 1 évet magánzárkában töltött.

### Avantgárd művészként
Szabadulása után nem folytathatta tanulmányait. Nyomdászként helyezkedett el az egyetem tanszékének titkárnője segítségével. Itt belekerülhetett a művészeti életbe. Avantgárd festőként kiállításai is voltak, miközben a néprajzot is művelhette. Később megnősült, a házasságából egy lánya született. 
Molnár V. József Csáji Attila festő, a progresszív avantgárd csoport egyik vezéralakjának barátjaként megismerkedett Pauer Gyulával, Papp Oszkárral és Csutoros Sándor szobrászművésszel. 1970-ben nyílt élete első önálló kiállítása a József Attila Művelődési központban. Az első igazán jelentős avantgárd kiállítása az R-Klubban volt. A nemzeti avantgárd és a kozmopolita irányzat képviselői (többek között Erdély Miklós, Bak Imre, Hencze Tamás) egyaránt részt vettek ezen a rendezvényen, melyre Aczél György is elment.
Hintalan László néprajzossal 1989-ben megalapították az Örökség Népfőiskolát, majd 1996-ban a Magyar Hagyományőrző Műhely szabadegyetemet. A tanítással párhuzamosan, 1999-ben végzett az áltudományos elméletek terjesztéséről ismert, nem akkreditált „egyetemen”, a Miskolci Bölcsész Egyesület Nagy Lajos Király „Magánegyetemén”, ahol még ugyanabban az évben „doktorrá” avatták. Később sok előadást tartott a „doktori disszertációja” témájáról, az ősképeknek a saját elképzelése szerinti világáról. A Miskolci Bölcsész Egyesület soha nem nyert állami akkreditációt, emiatt a Fogyasztóvédelem megtiltotta az egyesületnek az „Egyetem” elnevezés használatát.
Tanulmányozta az őskori ember barlangi művészetét, ekkor kezdte kidolgozni ősképekről szóló áltudományos elméleteit. Ezt a formavilágot és a lényegét adó tartalmat nevezte el „szerves műveltségnek” vagy „természetes műveltségnek”.
2012-ben megkapta a Magyar Örökség díjat.

## Munkássága

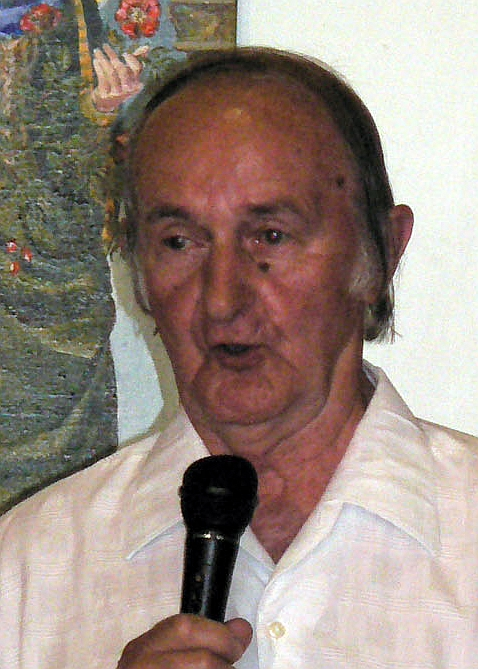
Molnár V. József egy 2007-es előadásán Pomázon

Áltudományos elméletei kidolgozásában segítette Nagy Dénes elméleti matematikus, Lugosi György vegyészmérnök, Váci Pál mérnök és Pap Gábor művészettörténész. Hintalan Lászlóval és Pap Gáborral létrehozta az Örökség Népfőiskolát. A Kárpát-medencét járva a magyar hagyomány műveit népszerűsítő rádiósorozatokat, előadásokat tartott.
Az Ég és föld ölelésében, A Nap arca és az Újraszülető világ című könyveiben gyerekrajzokat elemez, és azokba „rejtjeles asztrológiai mondanivalókat” magyaráz bele.
Pap Gábor ösztönzésére dolgozta ki áltudományos elméleteit, melyeket a Világ-virág. A természetes műveltség alapjelei és azok rendszere című munkájában adott közre.
2004-ben alternatív általános iskolai történelemtankönyv-sorozatot indított Bakay Kornéllal és Harangozó Imrével közösen (első kötete: Történelem 5. osztályosoknak címmel jelent meg). A sorozat nagy vihart kavart. A kritikusok kiemelték, hogy a könyv nem a történelem hiteles bemutatását, hanem hamis nemzeti mítoszok építését célozza. Így például – tankönyvtől szokatlan módon – a könyvek sokszor tagadó formában fogalmaznak: a közismert tények átértelmezése a céljuk, nem pedig azok egyszerű bemutatása. Amellett, hogy a szerzők tagadják a darwini evolúciót is, az őskori barlangfestményeken magyar rovásírást vélnek felfedezni, a legrégibb írásrendszernek állítják a magyar rovásírást, és összekapcsolják a sumér írással. Tagadják az ókori zsidó állam, emellett Dávid és Salamon király létezését, a hunokat és szkítákat a magyarok rokonainak állítják be, sőt a kelta, etruszk, görög kultúrát is a magyarból eredeztetik. Krisztus zsidó mivoltát tagadják, helyette pártusnak állítják be, miközben a középkori rabszolga-kereskedelmet a zsidók felelősségének állítják be. Állításaik igazolására semmilyen forrást sem hoznak fel. Ilyen és ehhez hasonló, a hazai és nemzetközi szaktudományos közmegegyezéssel egyaránt ellentétes, áltudományos állításai miatt a könyveket nem nyilvánították tankönyvvé.

### A katolikus egyház álláspontja Molnár V. Józseffel kapcsolatban
A Magyar Katolikus Püspöki Konferencia, a magyar katolikus egyház nevében, a 2009. szeptember 20-án kelt körlevelében elítélt egyes, újpogánynak és ősmagyar szinkretizmusnak minősülő, keresztényellenes és történelemhamisító nézeteket: „Azt tapasztaljuk, hogy ismét erőre kapott egyfajta pogányság. Ahogyan Szent István halála után, úgy most is támadja a kereszténységet. […] a különböző vallási elemeket keverő ún. »ősmagyar szinkretizmus« […] kereszténynek tűnő vallási nyelvezetet használ és könnyen megtévesztheti még a vallásukat gyakorló hívőket is. Ezek közé tartoznak a Jézusról és Szűz Máriáról szóló tudománytalan állítások. Ilyenek pl. a »Jézus, pártus herceg«-elmélet, vagy a táltosok, a sámánok és a pogány ősmagyar vallás egyéb valós vagy vélt elemeinek újraélesztése. Olykor még a legnemesebb hagyományőrző mozgalmakat is felhasználják arra, hogy a pogányságot népszerűsítsék.” A körlevél megjelenését követően a katolikus klérus több tagja név szerint említette meg Molnár V. Józsefet, mint ilyen, a katolikus felfogás szerint is keresztényellenes és történelemhamisító nézetek képviselőjét. Nem sokkal ezután Ablonczy Bálint a témával foglalkozó cikkében szintén megemlítette Molnár V. Józsefet, mint a keresztényellenes, pogány nézetek propagálóját.
2023 szeptemberében a karizmatikus.hu katolikus hitvédő portálon megjelent cikk súlyos kritikával illette Molnár V. József keresztényellenes, neopogány tevékenységét. Az írás Molnár V. Józsefről kijelenti, hogy nem egy tudós, aki a valóságot kívánja leírni, hanem a pogányság ideológusa, aki a pogányságnak akar híveket toborozni. A szerző szerint tevékenysége közvetlenül arra irányul, hogy támadja az egyházat; írásaiban a kereszténységet pusztán a pogányság egyik megnyilatkozási formájának, alesetének igyekszik beállítani. A cikkben egyértelművé teszik: aki a kereszténységet a pogánysággal és a bálványimádással akár csak kibékíthetőnek tartja – hát még ha a kereszténységet a pogányság alesetének tekinti – hittagadást követ el, ami pedig a katolikus egyház szemében halálos bűn. Az írás konklúziója, hogy aki Molnár V. Józsefet és a körébe tartozókat bármilyen módon támogatja, vagy akármilyen módon bekapcsolódik a tevékenységükbe – akár elméletgyártóként, akár követőként –, az a gonosz működését támogatja.

## Elismerései
- Történelmi Vitézi Rend tagja (2009)[11]
- Magyar Örökség díj (2012)[12]
- A Magyar Kultúra Lovagja (2016)[13]
- Budapest XVI. kerület díszpolgára (2016)[14]
- A Magyar Művészeti Akadémia Életműdíja (2018)[15]

## Művei
- A nap arca. A gyermekrajzok üzenete; Petőfi Művelődési Központ, Gödöllő, 1990 (Örökség könyvek)
- Az emberélet fordulói; Melius Alapítvány, Pécs, 1991
- Tanulmányok az esztendő körének rítusrendszeréhez; Melius Alapítvány, Pécs, 1992 (Régi Gyógyítás Műhely)
- Világ-virág. A természetes műveltség alapjelei és azok rendszere; Örökség Alapítvány, Bp., 1996 (Örökség könyvek)
- Egész-ség; Melius Alapítvány, Pécs, 1995
- Ég és föld ölelésében: Tanulmányok a gyermekvilágról. Örökség könyvműhely, 1998
- Kalendárium: Az esztendő körének szokásrendszere. Örökség Könyvműhely, 1998
- Idvezlégy, kegyelmes Szent László kerály, Magyarországnak édes oltalma. Örökség könyvműhely, 1999
- Hétboldogasszony: Főnix Könyvműhely "Múltat s Jövendőt" Közművelődési Egyesület, Debrecen, 2001
- Újraszülető világ: A kisgyermek rajzos üzenete. Örökség Könyvműhely, 2009
- Valaki bennem tovább él... Molnár V. József élete és hitvallása Tóth Péter Pál portréfilmje alapján. Ős-Kép Kiadó, 2010
- Az emberélet szentsége. Főnix Könyvműhely, "Múltat s Jövendőt" Közművelődési Egyesület, Debrecen, 2011
- Örökség: Válogatott tanulmányok 1994–2011. Ős-Kép Kiadó, 2011
- Világ – virág: A természetes műveltség alapjelei, és azok rendszere. Ős-Kép Kiadó, 2013
- Örökség. Válogatott tanulmányok, 1994–2011; 2. bőv. kiad.; Ős-kép, Bp., 2013
- A magyar lélek képe. Az emberi élet fordulói néphagyományunkban; Hun-idea, Bp., 2014 (Magyarságtudományi füzetek)
- A nap arca. A gyermekrajzok üzenete; Ős Kép, Bp., 2014
- Hétboldogasszony; Két Hollós, Bp., 2015 (Hazatalálás füzetek)
- "Nem én segítök..." Adalékok az "eszköztelen" népi gyógyításhoz; Két Hollós, Bp., 2017 (Hazatalálás füzetek)
- Kerek istenfája. Az esztendő körének szokásrendszere; jav., bőv. kiad.; Ős-Kép, Bp., 2018